# Средин, Ник
Ник Сре́дин (род. 17 мая 1982 года, Могилёв) — писатель, драматург.

## Биография
Родился в Белоруссии. Живёт в городе Днепр, Украина.

## Публикации
- Публикации фантастических рассказов в журналах «Першацвет» (Минск), «Порог» (Кировоград), «РБЖ Азимут» (Одесса), «Просто фантастика» (Киев), «Уральский следопыт» (Екатеринбург), «Химия и жизнь» (Москва), «Полдень. XXI век», «Мир фантастики», «Меридиан» (Германия).
- Публикации не-фантастических произведений в журнале «Новый дом» (Израиль).
- Публикации в сборниках:
  - «Индиго-фант» (2007, рассказы «Душу за ночь» и «Добрыня и Змий»);
  - «Звезды на песке» (2007, пьеса «Звезды на песке»);
  - «Цветной день»(2008, рассказ «М. Ю. Лермонтов, 1814—1899»);
  - «Там, где небо сходится с землёй» (2009, рассказы «Душу за ночь» и «Талант не пропьешь?»);
  - «Аэлита-005» (2009, повесть «Живой труп»);
  - «Иду на мы!» (2009, рассказ «Косой взгляд»);
  - «Настоящая фантастика» (2009, рассказ «Одинокий гигант литературы»);
  - «Цветная ночь» (2010, рассказ «Катательные коты»);
  - «Аэлита-006» (2010, рассказ «Здесь водятся драконы»);
  - «Настоящая фантастика-2010» (2010, рассказ «Нинья»).

## Премии и награды
В 2006 году стал лауреатом премии «Дебют» в жанре драматургия за пьесу «Звезды на песке».